# Dallas Mavericks 1997-1998
La stagione 1997-1998 dei Dallas Mavericks fu la 18ª nella NBA per la franchigia.
I Dallas Mavericks arrivarono quinti nella Midwest Division della Western Conference con un record di 20-62, non qualificandosi per i play-off.

## Risultati
| Squadra                | V  | P  | %    | GB |
| ---------------------- | -- | -- | ---- | -- |
| Utah Jazz              | 62 | 20 | 75,6 | -  |
| San Antonio Spurs      | 56 | 26 | 68,3 | 6  |
| Minnesota Timberwolves | 45 | 37 | 54,9 | 17 |
| Houston Rockets        | 41 | 41 | 50,0 | 21 |
| Dallas Mavericks       | 20 | 62 | 24,4 | 42 |
| Vancouver Grizzlies    | 19 | 63 | 23,2 | 43 |
| Denver Nuggets         | 11 | 71 | 13,4 | 51 |

## Roster
| N° | Naz.                   | Ruolo | Sportivo         | Anno | Alt. | Peso |
| -- | ---------------------- | ----- | ---------------- | ---- | ---- | ---- |
| 3  | Stati Uniti (bandiera) | G     | Kevin Ollie      | 1972 | 193  | 88   |
| 3  | Stati Uniti (bandiera) | A     | Dennis Scott     | 1968 | 203  | 104  |
| 4  | Stati Uniti (bandiera) | GA    | Michael Finley   | 1973 | 201  | 98   |
| 6  | Stati Uniti (bandiera) | G     | Khalid Reeves    | 1972 | 191  | 90   |
| 11 | Australia (bandiera)   | C     | Chris Anstey     | 1975 | 213  | 113  |
| 13 | Estonia (bandiera)     | A     | Martin Müürsepp  | 1974 | 206  | 107  |
| 14 | Stati Uniti (bandiera) | G     | Robert Pack      | 1969 | 188  | 82   |
| 20 | Stati Uniti (bandiera) | G     | Erick Strickland | 1973 | 191  | 95   |
| 21 | Stati Uniti (bandiera) | G     | Shawn Respert    | 1972 | 185  | 88   |
| 23 | Stati Uniti (bandiera) | A     | Cedric Ceballos  | 1969 | 198  | 86   |
| 24 | Stati Uniti (bandiera) | G     | Hubert Davis     | 1970 | 196  | 83   |
| 35 | Stati Uniti (bandiera) | A     | Bubba Wells      | 1974 | 196  | 104  |
| 40 | Stati Uniti (bandiera) | A     | Kurt Thomas      | 1972 | 206  | 104  |
| 44 | Stati Uniti (bandiera) | C     | Shawn Bradley    | 1972 | 229  | 107  |
| 45 | Stati Uniti (bandiera) | AC    | A.C. Green       | 1963 | 206  | 100  |
| 50 | Stati Uniti (bandiera) | C     | Eric Riley       | 1970 | 213  | 111  |
| 51 | Stati Uniti (bandiera) | AC    | Adrian Caldwell  | 1966 | 203  | 120  |
| 52 | Stati Uniti (bandiera) | A     | Samaki Walker    | 1976 | 206  | 109  |

## Staff tecnico
- Allenatori: Jim Cleamons (4-12) (fino al 4 dicembre)[1], Don Nelson (16-50)
- Vice-allenatori: Butch Beard, Scott Roth, Donn Nelson (dal 6 gennaio), Charlie Parker, Sonny Allen, Ron Ekker, Bob Salmi, Kurt Thomas
- Preparatore atletico: Roger Hinds
- Assistente preparatore: Steve Smith
- Preparatore fisico: Chad Lewis